# Ovington, Hampshire
Ovington är en by i civil parish Itchen Stoke and Ovington, i distriktet Winchester, i grevskapet Hampshire i England. Byn är belägen 9 km från Winchester. Ovington var en civil parish fram till 1932 när blev den en del av Itchen Stoke and Ovington. Civil parish hade 119 invånare år 1931.